# Kalundborgmotorvejen
De Kalundborgmotorvejen (Nederlands: Kalundborgautosnelweg) of Skovmotorvejen (Nederlands: bosautosnelweg) is een geplande autosnelweg in Denemarken, die tegen 2028 Holbæk met Kalundborg moet gaan verbinden. Eventueel zou de autosnelweg via het eiland Samsø doorgetrokken kunnen worden naar Aarhus, zodat er een snelle verbinding ontstaat tussen Kopenhagen en Aarhus.
De Kalundborgmotorvejen zal onderdeel zijn van de Primærrute 23. Deze weg loopt van Roskilde via Kalundborg naar Vejle.
Op 27 augustus 2013 opende de eerste 6,5 kilometer van Kalundborgmotorvejen tussen de Primærrute 21 en Kvanløse. Rond 13 juli 2019 opende 4 kilometer van de bestaande Skovvej, die omgebouwd was tot autosnelweg. Op 20 september 2019 opende het nieuwe tracé langs Regstrup, met één nieuwe aansluiting naar Jernløse. Op 25 oktober 2024 begon de bouw van het deel tot Kalundborg.